# Schloss Milotice
Das Schloss Milotice (deutsch Milotitz) liegt am nördlichen Ortsrand der Gemeinde Milotice im mährischen Okres Hodonín, Tschechien.

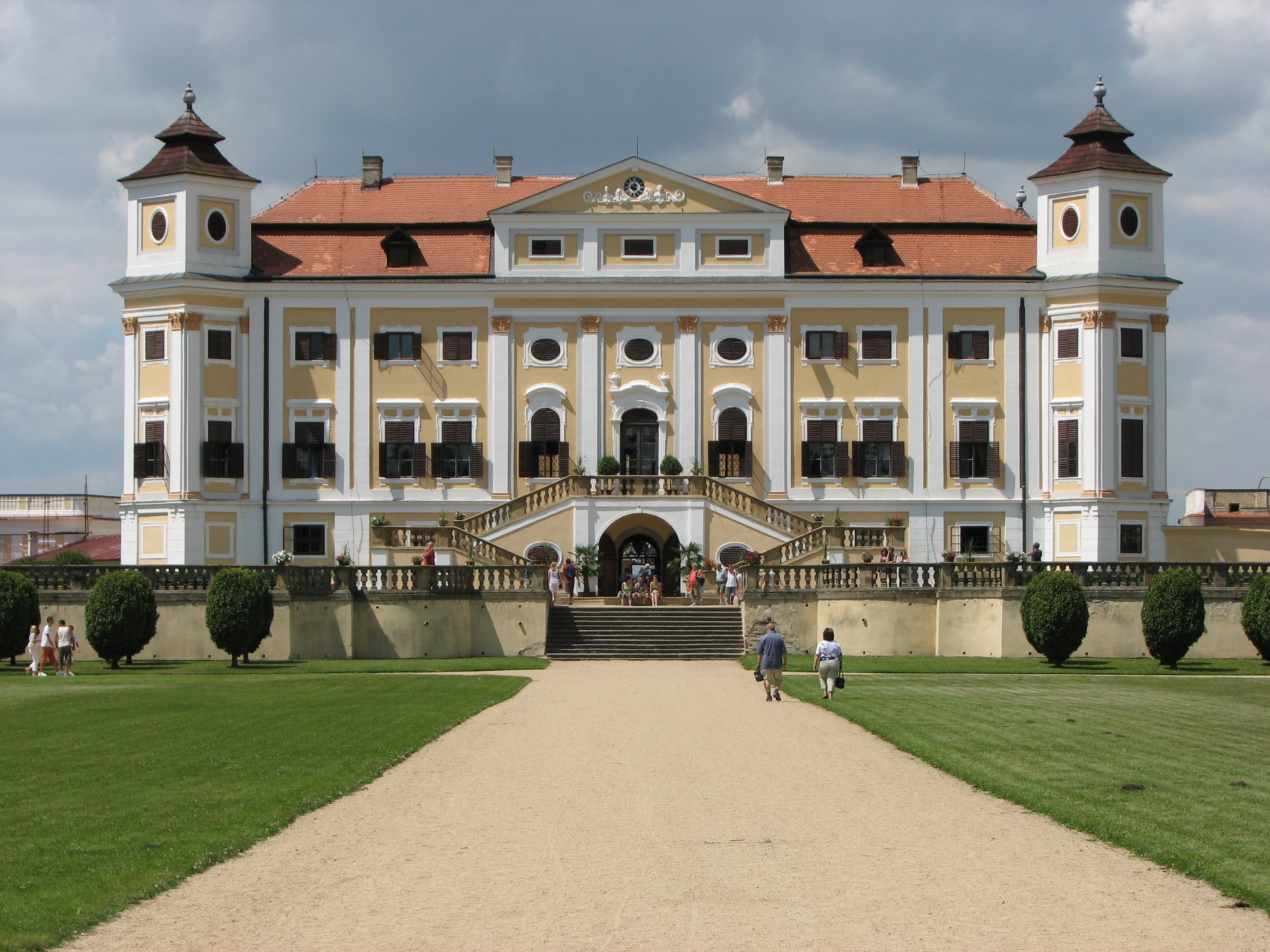
Schloss Milotice

## Geschichte
Der Barockbau entstand an der Stelle einer ursprünglichen mittelalterlichen Festung, die bereits im 14. Jahrhundert erwähnt wird. Das Schloss entstand in der 2. Hälfte des 17. Jahrhunderts, die endgültige Gestalt stammt aus der 1. Hälfte des 18. Jahrhunderts. Die Bauarbeiten leitete der Besitzer des Schlosses Graf Karl Anton Serényi von Kis-Serény. Am Eingang zum Schloss steht ein Triumphtor, das über eine Steinbrücke zugänglich ist. Auf dieser befinden sich Plastiken von Jakob K. Schletter. Die Stuckarbeiten in den Schlosssälen führte Anfang des 17. Jahrhunderts Giovanni M. Fontana aus. Zu den Repräsentationsräumen gehört auch die Kapelle aus der Mitte des 18. Jahrhunderts. Ihr Gewölbe bedecken Fresken von Josef Ignaz Mildorfer. Heute sind den Besuchern die stilvollen Räume des Schlosses mit der Einrichtung aus der Epoche des 17. bis 19. Jahrhunderts und in der Orangerie die Ausstellung der barocken Bildhauerkunst in Mähren zugänglich. Das Schlossareal ergänzen der französische Park und eine ausgedehnte Fasanerie.